# Atanas Sejkow
Atanas Stefanow Sejkow bułg. Атанас Стефанов Сейков (ur. 18 marca 1928 w Sofii, zm. 7 września 2010 tamże) – bułgarski pisarz i publicysta.

## Życiorys
W 1964 ukończył studia esperantologiczne w Instytucie Pedagogicznym w Budapeszcie. Po studiach pracował jako dziennikarz w Płowdiwie, był także nauczycielem i tłumaczem z języka angielskiego.
W 1990 zakładał Związek Niezależnych Pisarzy Bułgarskich. Powieść „Japonia w moim życiu”, wydana w 1995 została wyróżniona przez amerykańską Bibliotekę Kongresu, która przyznała autorowi honorowy doktorat.

## Dzieła
- 1979: Странствания
- 1982: Странствания-2
- 1986: Надникване в Япония
- 1991: Загадъчният свещеник
- 1995: Япония в моя живот
- 1998: Голямата тайна